# Nilisaari (ö i Tornedalen)
Nilisaari är en ö i Finland. Den ligger i sjön Iso Kallijärvi och i kommunen Övertorneå i den ekonomiska regionen  Tornedalens ekonomiska region  och landskapet Lappland, i den norra delen av landet, 700 km norr om huvudstaden Helsingfors. Öns area är 0,2 hektar och dess största längd är 80 meter i öst-västlig riktning.